# 小行星1782
小行星1782（1782 Schneller）是一颗围绕太阳公转的小行星。1931年10月6日，卡爾·威廉·萊茵姆特在海德堡发现了此天体。
該小行星以德國天文學家赫里伯特·施奈勒（Heribert Schneller）命名。
这颗小行星的绝对星等为107.5722008675548等。